# Timo Laine
Timo Laine, Timpa Laine, född 1966 i Tammerfors, är en finsk rockmusiker. Han är mest känd som basist i glamrockbandet Hanoi Rocks.

## Artisten
Basisten Timpa Laine från Tammerfors blev känd i slutet av 1990-talet, då han spelade med gruppen Colme Cowboyta tillsammans med bland andra gitarristen Daffy Terävä från Popeda och Timpas vapendragare, trummisen Kari "Lacu" Lahtinen. Tillsammans spelade de mest på skoj punk- glam- och rockcovers live och arbetade en tid också med Pelle Miljoona.
Tidigare hade han spelat i glamrockgruppen Nuket, som var en fortsättning på kultbandet Pyhät Nuket. Med Nuket gav han inte ut någon skiva under gruppens storhetstid, men spelade däremot in en hel del låtar under slutet av åttiotalet. De släpptes först år 2005, efter Nukets comeback med skivan Tähtisumua.
Under slutet av 1990-talet och början av 2000-talet turnerade Hanoi Rocks-sångaren Michael Monroe i Finland med en ständigt varierande uppsättning musiker. År 2000 fick tammerforsgrabbarna Timpa och Lacu ett oväntat lyft i karriären, då de anslöts till hans trupp av kringresande musiker. År 2001 kom truppen att utökas med ännu en tammerforsare, gitarrvirtuosen Costello Hautamäki från gruppen Popeda. När Michaels gamla radarpar, Hanoi Rocks-gitarristen Andy McCoy också kom med, började rockvärldens ögon vändas mot Finland där en grupp som kallade sig Hanoi Revisited föddes. Costello ersattes på några konserter av Mickey Crane från Crystal Extacy.
År 2002 hade glamrocklegenden Hanoi Rocks återuppstått, visserligen bara med två ursprungsmedlemmar. Samma år spelade Hanoi Rocks in skivan 12 Shots On The Rocks med uppsättningen Michael Monroe, Andy McCoy, Costello Hautamäki, Timpa Laine och Lacu Lahtinen. Med Hanoi Rocks åkte sedan Timpa på turné i Europa, Japan, Sydamerika och USA. 2003 spelade Timpa också på Michael Monroes soloskiva Watcha Want. Året därpå fick hansluta i Hanoi Rocks och ersattes av Andy Christell. 
Numera spelar Timpa med bandet Nuket och har gett ut skivan Tähtisumua år 2005.
Förväxla inte med den finsk-amerikanska gitarristen / keyboardisten Timo Laine.

## Timpas band
- Nuket
- Colme Cowboyta
- Michael Monroe band
- Riistetyt
- Hanoi Revisited
- Hanoi Rocks

## Diskografi
Album
- 12 Shots On The Rocks (Hanoi Rocks, 2002
- Watcha Want (Michael Monroe, 2003)
- Tähtisumua (Nuket, 2005)